# Bhijer
Bhijer (en népalais : भिजेर) est un comité de développement villageois du Népal situé dans le district de Dolpa. Au recensement de 2011, il comptait 446 habitants.